# 68-й гвардейский танковый полк
68-й гвардейский танковый Житомирско-Берлинский Краснознамённый орденов Суворова, Кутузова, Богдана Хмельницкого и Александра Невского полк — тактическое формирование Сухопутных войск Российской Федерации. Находится в составе 150-й мотострелковой дивизии.
Во время Великой Отечественной войны соединение 93-я отдельная и 68-я гвардейская танковая бригада Рабоче-крестьянской Красной армии. В послевоенный период танковый полк Советской армии.
Принимала участие Курской битве, Львовско-Сандомирской наступательной операции, Сандомирско-Силезской наступательной операции, Нижне-Силезской наступательной операции, Верхне-Силезской наступательной операции, Берлинской наступательной операции, Пражской наступательной операции. Во время Вторжения России на Украину полк принимал участие в боях за Мариуполь и Попасную.

## История

### Формирование
68-й гвардейский танковый полк был сформирован в феврале 1942 года в Сталинграде, как 93-я отдельная танковая бригада. В её состав вошли 211-й и 212-й отдельные танковые батальоны, мотострелково-пулемётный батальон и другие части и подразделения. До мая 1942 года 93-я ОТБр входила в Сталинградский военный округ.

### В Действующей армии
В Действующей армии 93-я отбр с мая 1942 года, в составе 8-го танкового корпуса 20-й армии Западного фронта. С 30.07.1942 года по 23.08.1942 года приняла участие Ржевско-Сычевская наступательная операция. Вступила в бой в районе г. Погорелое Городище. Во второй половине 1942 года участвовала в боях за улучшение положения советских войск на ряде участков западного направления. В конце ноября 1942 года была выведена из боёв на переформирование.
В мае 1943 года включена в состав 27-й армии Степного военного округа (с 9 июля Степного фронта). В битве под Курском с началом контрнаступления советских войск вела бои в составе 5 гв. армии, затем 27-й армии Воронежского фронта. Во взаимодействии с другими соединениями 27-й армии 25 августа освободила г. Ахтырка.
К концу сентября вышла к р. Днепр, переправилась на ранее захваченный войсками фронта Букринский плацдарм и вела на нём бои до конца ноября. В дальнейшем в составе 1 гв. армии, затем 1-й танковой армии 1-го Украинского фронта участвовала в боях по освобождению Правобережной Украины. За доблесть и мужество воинов, проявленные ими при освобождении г. Житомир, 1 января 1944 года удостоена почётного наименования «Житомирская».
Отличилась также в боевых действиях по овладению города Староконстантинов (9 марта 1944 года), за что награждена орденом Красного Знамени (19 марта 1944 года).
В составе 4-й танковой армии участвовала во Львовско-Сандомирской наступательной операции. В сложных условиях вместе с другими соединениями 4-й танковой армии преодолела брешь в немецкой обороне, так называемый, «Колтовский коридор» и успешно развивала наступление на город Львов. За образцовые боевые действия при разгроме львовской группировки противника награждена орденом Богдана Хмельницкого 1-й степени (10 августа 1944 года).
Преследуя отходящие вражеские войска, части бригады 5 августа 1944 года в районе Перемышля вступили на территорию Польши. Только за время боёв с 19 июля по 11 августа 1944 года бригада уничтожила около 5 тыс. гитлеровцев, 14 танков и много другой военной техники и оружия.
В Сандомирско-Силезской наступательной операции бригада в составе армии вела непрерывные наступательные бои, действуя в значительном отрыве от стрелковых соединений. Её части, наступавшие с Сандомирского плацдарма до р. Одер, овладели городами Равич и Милич (23 января 1945 года), Фрейштадт (13 февраля 1945 года) и другими населёнными пунктами. За образцовое выполнение заданий командования при выходе на р. Одер и овладение г. Милич бригада была награждена орденом Суворова 2-й степени (19 февраля 1945 года). За полтора месяца непрерывных боёв (с 12 января по 25 февраля 1945 года) бригадой было уничтожено свыше 6,5 тыс. солдат и офицеров противника, 66 танков и много другой военной техники, захвачены большие трофеи.
В феврале-марте 1945 года бригада совместно с другими соединениями 4-й ТА участвовала в Нижне-Силезской наступательной операции и Верхне-Силезской наступательной операции. За стойкость, мужество и отвагу, проявленные личным составом в боях с немецко-фашистскими захватчиками, и умелое выполнение боевых задач бригада, вместе армией, была удостоена звания «гвардейская» (17 марта 1945 года) и стала именоваться 68-я отдельная гвардейская танковая бригада. За отличия в боях при прорыве обороны и разгроме войск противника юго-западнее Оппельна была награждена орденом Кутузова 2-й степени (26 апреля 1945 года).
Героизм, отвагу и высокое искусство ведения боевых действий показал личный состав бригады в составе 4-й гвардейской танковой армии в последних сражениях Великой Отечественной войны. За героизм и боевое мастерство, проявленные при штурме Берлина, бригаде было присвоено почётное наименование «Берлинская» (4 июня 1945 года).

За доблестные действия при разгроме советскими войсками последней крупной группировки немецко-фашистских войск на территории Чехословакии и освобождении города Прага бригада 9 мая 1945 года была награждена орденом Александра Невского.
4 мая бригада выведена из боя сосредоточилась к 8 мая в районе Фрауэнштайн. В дальнейшем бригада передислоцировалась в район г. Кладно (Чехословакия).

### Послевоенный период

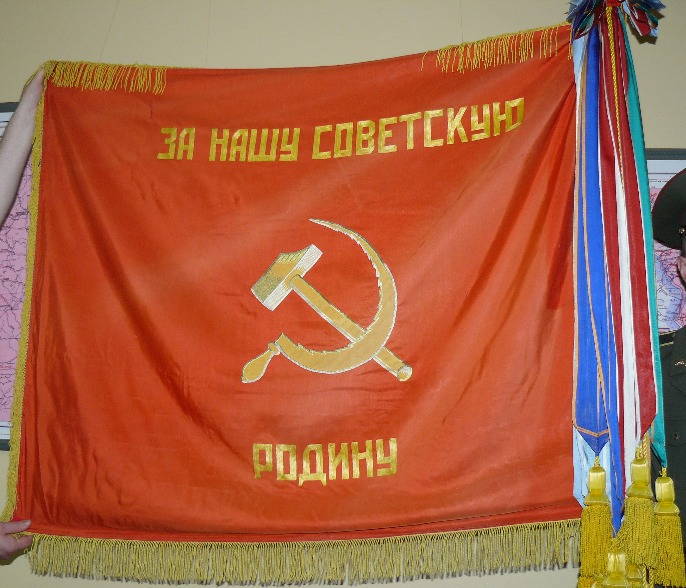
Боевое Знамя. 68-й гвардейский танковый полк. Лицевая сторона.

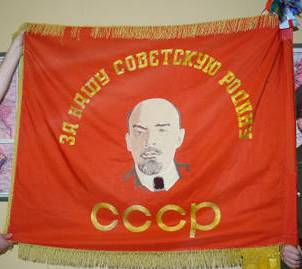
Гвардейское Красное Знамя. 68-й гвардейский танковый полк. Лицевая сторона. Москва. Центральный музей Вооружённых Сил. Знамённый фонд.

#### В составе6-го гвардейского механизированного корпуса
После войны 68-я гвардейская отдельная танковая бригада вошла в состав 6-го гвардейского механизированного Львовского, ордена Ленина, Краснознамённого, ордена Суворова корпуса.
Согласно Приказу Наркома обороны СССР № 0013 от 10 июня 1945 года в БТ и МВ все корпуса стали кадровыми дивизиями, бригады — кадровыми полками, полки — кадровыми батальонами. 6-й гвардейский механизированный корпус был преобразован в 6 гв. кадровую механизированную дивизию в составе 4-й гвардейской механизированной армии.
На основании Постановления Военного совета 4 ГТА (Приказ командующего 4 ГТА № 0088 от 18.06.1945 года) бригада переименовывается в полк. На основании директивы ГШ ВС №орг1/501 от 06.11.1946 г. полк переименовывается в батальон. На основании директивы ГШ ВС № орг/4/106625 от 27.07.1949 г. батальон переименовывается в полк. Дислокация: с 1946 года — г. Бац-Фрайенвальц (Германия), с 1953 — г. Берлин район Биздорф, с 1969 — г. Бернау (Германия). В ноябре 1946 года 6-я гв. механизированная дивизия была свёрнута в 6-й гвардейский кадровый механизированный полк, 68 гв. танковый полк стал 68-й гвардейский кадровый отдельный танковый батальон .
В 1949 году, в соответствии с Директивой Генштаба ВС СССР с 1 мая 1949 года 6 гв. механизированный полк был развёрнут в 6 гв. механизированную дивизию, а танковый батальон вновь развернули 68-й гв. танковый полк с местом постоянной дислокации Берлин — Биздорф.

В 1957 году мехдивизия переименовывается в 6-ю гвардейскую мотострелковую дивизию
В период Берлинского кризиса 1961 года командование ГСВГ совместно с ННА ГДР принимало активные меры по усилению охраны границ ГДР с Западным Берлином и ФРГ. Ответственую задачу выполнял в этих событиях 68-й гв. тп (командир полка гв. полковник Сергеев). 7-я танковая рота 3-го танкового батальона полка (Мика В. Я.) под командованием гвардии капитана Войтченко прибыла в Берлин, на Фридрихштрассе. Советские и американские танки стояли друг против друга всю ночь. Советские танки были отведены утром 28 октября. После этого были отведены и американские танки. Это означало окончание Берлинского кризиса.

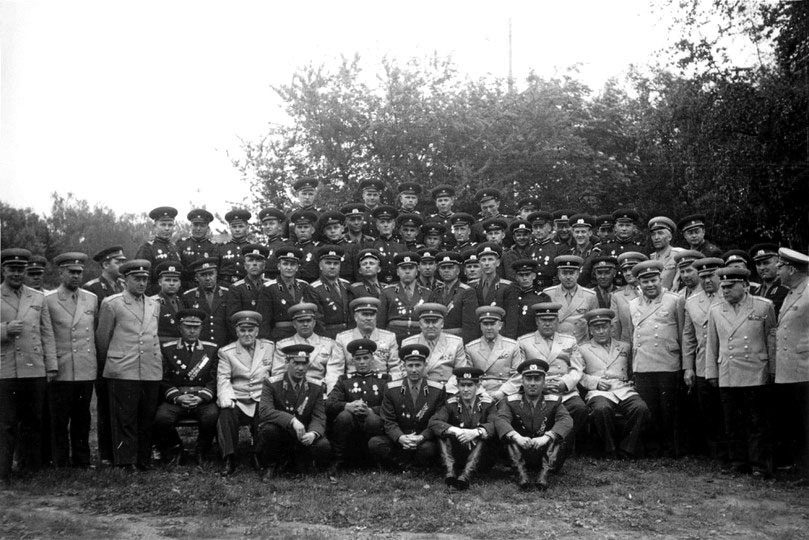
68-й гв. тп. Главком ГСВГ Якубовский И. И. среди награждённых отличившихся в период кризиса. Бернау 1962.

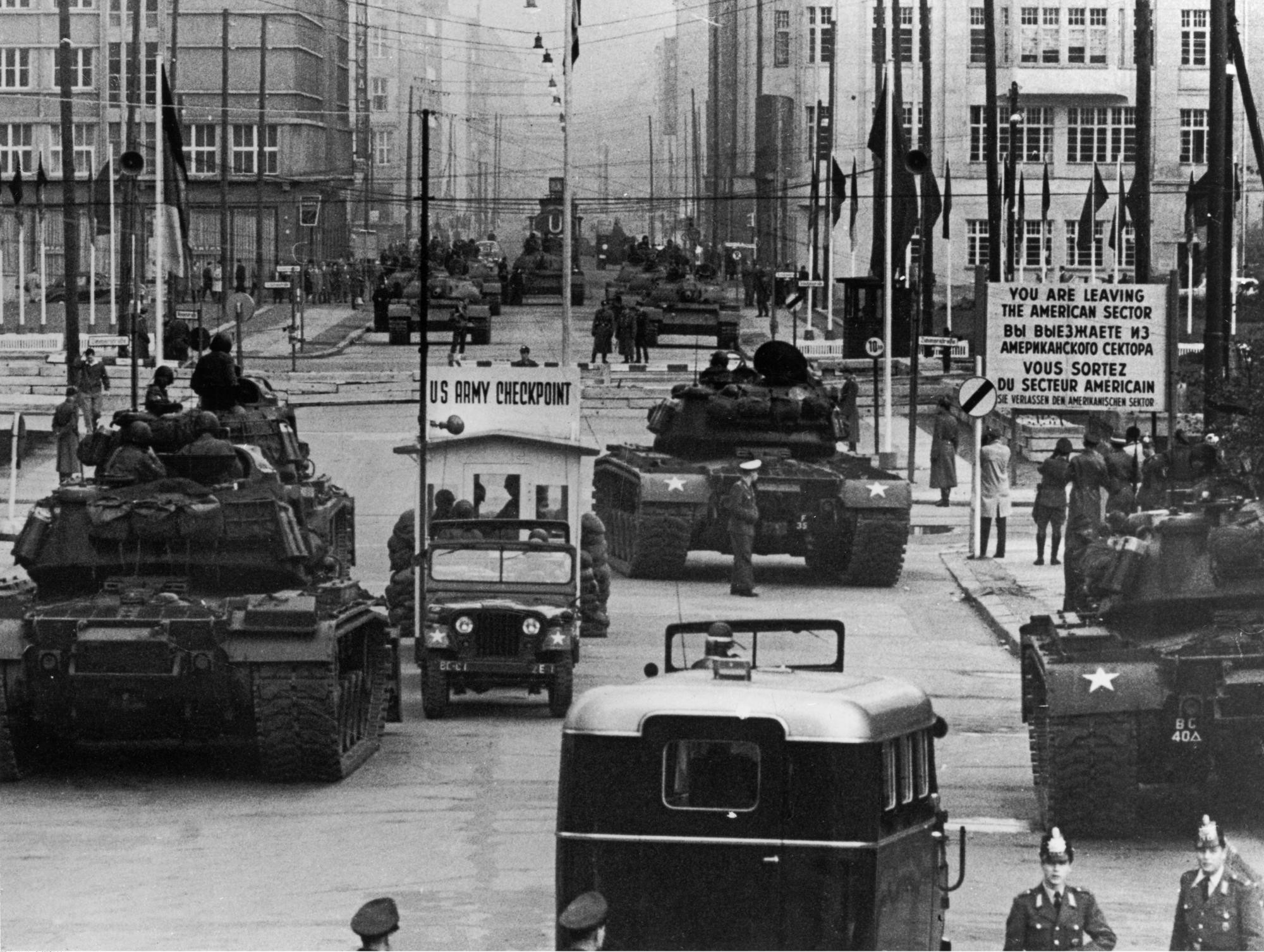
Вид на 7-ю тр 3-го тб 68-го гв. тп через прицел американского танка

В 1969 году 68 гв. танковый полк прибыл в Бернау к новому месту дислокации.
В 1972 году полк был вооружён танками Т-55, имея организационно-штатную структуру танкового полка мотострелковой дивизии.
В его состав входили:
- три танковых батальона — по 31 танку Т-55 плюс танк командира полка. Все батальоны трёхротного состава, в каждом батальоне свой взвод ТО
- зенитная батарея — 4 ЗСУ-57, 4 ЗСУ-23-4 «Шилка»
- разведывательная рота — 3 ПТ-76, БТР-60, БТР-80
- рота связи
- рота химзащиты
- ремонтная рота — СПК-5, БТТ-1 (ИСУ-Т), Вт-55, БТС-4
- инженерно-сапёрная рота — 3 ПМЗ, 2 МТ-55А, МТУ-20, БАТ-УМ1, ТММ
- автомобильная рота
- комендантский взвод
- хозяйственный взвод
- санчасть

В 1979 году 68 гв. танковый полк был вооружён танками Т-64 и также имел организационно-штатную структуру танкового полка мотострелковой дивизии.
В его состав входили:
- 3 танковых батальона — по 31 танку Т-64А плюс танк командира полка.

С сентября 1984 года 3-й танковый батальон был перевооружён на Т-64Б
- с 1980 г артиллерийский дивизион — 18 122-мм Д-30, с 1981г самоходно-артиллерийский дивизион — 18 122-мм САУ 2С1 «Гвоздика»
- зенитная ракетно-артиллерийская батарея (зрабатр) — 4 ЗСУ-23-4 «Шилка», 4 С-10 «Стрела-10»
- разведывательная рота — 2 БРМ-1К, 2 БМП-1, 4 БРДМ-2
- рота связи — 2 Р-145, 2 БМП-1КШ, 1 Р-125МТ
- рота химической защиты
- инженерно-сапёрная рота — 3 ПМЗ-4, 3 МТУ-55, 1 ИМР-1, 1 ПЗМ, 1 МАФС, 1 ТММ, 1 автокран 8Т-210,9 КМТ, 13 автомобилей
- рота материального обеспечения
- ремонтная рота
- комендантский взвод
- ПМП (полковой медицинский пункт)
- взвод управления начальника артиллерии полка и отделение управления начальника ПВО полка входят в состав штаба полка и подчиняются НШ полка

#### Знак отличия снайпера-танкиста «Байдовский стрелок»

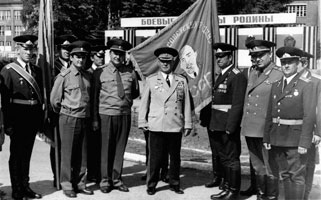
У развёрнутого Боевого Знамени полка нач. ПО гв. подполковник К. Хронусов, комдив гв. полковник А. А. Дорофеев, генерал армии Д. Д. Лелюшенко, Начальник штаба 20 ОА генерал-майор Радионов, командир 68-го гв. тп. подполковник А. В. Руднев, зам. командира по политчасти подполковник А. Н. Шамборский. Бернау 1983.

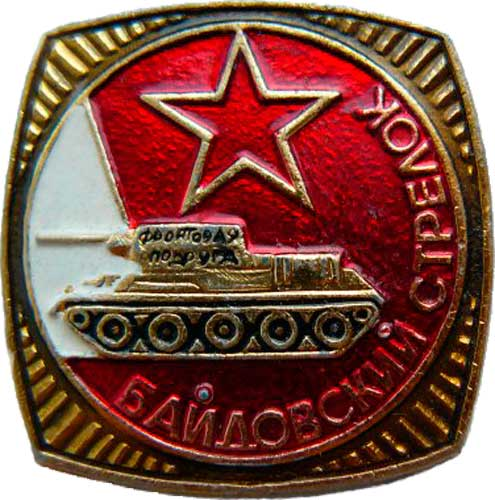
Знак отличия снайпера-танкиста «Байдовский стрелок». (В 68 гв. тп этим знаком награждались наводчики орудий, командиры танков и офицеры — отличники боевой учёбы, имеющие по итогам двух периодов обучения оценку «отлично» по огневой подготовке).

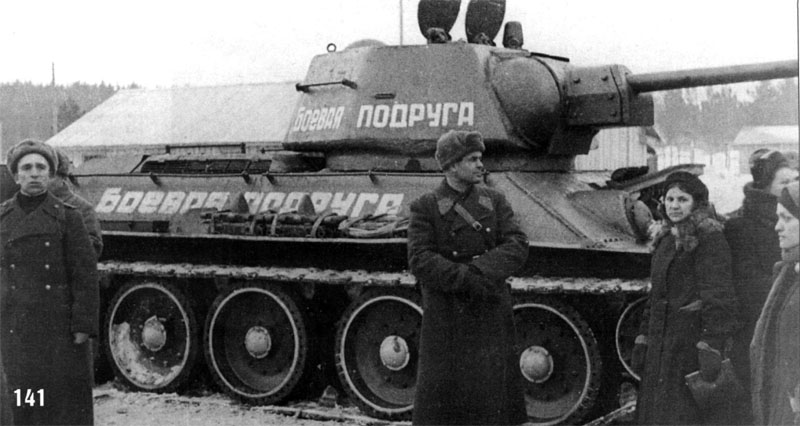
Передача танка «Боевая подруга» танкистам 93-й тбр коллективом Свердловского хлебокомбината. Зима 1943.

В июле 1983 года полк посетил прославленный советский полководец, бывший командующий 4-й гвардейской танковой армии дважды Герой Советского Союза, генерал армии Лелюшенко Д. Д.. Командир танкового полка гвардии подполковник Руднев А. В. вручил Военачальнику Знак «Байдовский стрелок».
Инспектор-советник группы Генеральных инспекторов Министерства обороны СССР генерал армии Лелюшенко Д. Д. дал высокую оценку гвардейцам полка и сказал: «Байду помню!». Байда, Кирилл Иванович-командир экипажа танка Т-34-76 «Фронтовая подруга», воевавший в 93-й отбр.

### Танк Т-34 «Фронтовая подруга»
В годы Великой Отечественной войны коллектив Свердловского хлебомакаронного комбината, в основном женщины, на свои скудные сбережения купил танк Т-34, назвав его «Фронтовая подруга». Прямо на заводском дворе вручали женщины свой танк уроженцу с. Кривое Озеро с Украины Байде Кириллу Ивановичу, воевавшему в составе 93-й тбр, со словами: «Бейте ненавистного врага».
Танк с боями прошёл славный боевой путь, много раз ходил в атаку, и в последнем жестоком бою на Курской Дуге, танк сгорел, в одном из боёв осенью 1943 г.
Экипаж остался жив. И снова работники комбината собрали деньги. И снова купили танк. И снова назвали его «Фронтовая подруга». И снова командиром экипажа стал Байда К. И. Танк прошёл с боями всю правобережную Украину. В боях за город Львов 20 — 21 июля 1944 г. экипаж танка Т-34-76 с надписью на башне «Фронтовая подруга» из 93-й отд. тбр, под командованием ст. лейтенанта К. И. Байды уничтожил 11 танков и до двух батальонов пехоты. Танк был подбит 30 июля 1944 г. в Карпатах, у с. Лютовиско, командир танка К. И. Байда — погиб.
— http://tankfront.ru/ussr/nominal_tanks/boevaya_podruga.html Танк «Боевая подруга»
В 1985 году, в соответствии с директивами Министра обороны СССР № 314/1/00900 от 4 декабря 1984 г. и Генерального штаба ВС СССР № 314/3/0224 от 8 февраля 1985 г. 6-я гвардейская мотострелковая дивизия была переформирована в танковую и переименована в 90-ю гвардейскую танковую Львовскую ордена Ленина, Краснознамённую, ордена Суворова дивизию.
На начало 1991 года полк имел: 94 Т-80; 59 БМП (23 БМП-2, 32 БМП-1, 4 БРМ-1К), 11 БТР-60; 18 -2С1 «Гвоздика»; 6 БМП-1КШ, 2 ПРП-3,4; 3 РХМ; 1 Р-145 БМ, 3 ПУ-12; 2 МТ-55А

#### Вывод войск. Расформирование
В 1993 году 68 гв. тп вместе с другими частям 90 гв. тд был выведен из ЗГВ и вошёл в состав 2 гв. ОА Приволжского военного округа), с местом дислокации посёлок Черноречье Самарской области.
- с 1993 — пгт Рощинский (УЦ Черноречье) Самарской области.

1-го сентября 1997 года 90 гв. тд была преобразована в 5968-ю гв. Базу хранения вооружения и техники (танковых войск), а 68 гв. танковый полк стал 2-м отделом хранения вооружения и техники (танковых войск) (без звания «Гвардейский», без знамён и орденов к ним).
В 2005 году Отдел хранения ТВ, бывший 68-й гвардейский танковый полк
расформирован вместе с 5968-й гв. БХВТ(т).

#### Воссоздание
В 2016 году полк был воссоздан в составе 150-й мотострелковой Идрицко-Берлинской дивизии. Указом Президента РФ от 30 июня 2018 года полку вернули почётное наименование, звание и награды времён Великой Отечественной войны.
В 2022 участвует во вторжении РФ в Украину, принимала участие в боях за Мариуполь. В ходе осады города Мариуполь погиб командир полка, подполковник Владимир Букаткин.

## Состав

### 2017 год
- управление,
- 1-й танковый батальон,
- 2-й танковый батальон,
- 3-й танковый батальон,
- мотострелковый батальон,
- стрелковая рота снайперов,
- гаубичный самоходный артиллерийский дивизион,
- зенитный ракетно-артиллерийский дивизион,
- разведывательная рота,
- инженерно-сапёрная рота,
- рота связи,
- ремонтная рота,
- рота материального обеспечения,
- взвод РХБЗ,
- комендантский взвод.[9]

## Награды и наименования
- «Гвардейский» 17 марта 1945 года
- Орден Красного Знамени — За образцовое выполнение заданий командования в боях за освобождение городов Староконстантинова, Изяславля, Шумска, Ямполя, Острополя и проявленные при этом доблесть и мужество. Указ Президиума Верховного Совета СССР от 19 марта 1944 года.
- Орден Богдана Хмельницкого I степени — За образцовое выполнение заданий командования в боях с немецкими захватчиками, за овладение городом Львов и проявленные при этом доблесть и мужество. Указ Президиума Верховного Совета СССР от 10 августа 1944 года.
- Орден Суворова II степени — За образцовое выполнение заданий командования в боях с немецкими захватчиками при выходе на реку Одер и овладение городами Милич, Бернштадт, Намслау, Карльсмаркт, Тост, Бишофсталь и проявленные при этом доблесть и мужество. Указ Президиума Верховного Совета СССР от 19 февраля 1945 года.
- Орден Кутузова II степени — За образцовое выполнение заданий командования в боях при прорыве обороны немцев и разгроме войск противника юго-западнее Оппельн и проявленные при этом доблесть и мужество. Указ Президиума Верховного Совета СССР от 26 апреля 1945 года.
- Орден Александра Невского — За образцовое выполнение заданий командования в боях с немецкими захватчиками при освобождении города Праги и проявленные при этом доблесть и мужество. Указ Президиума Верховного Совета СССР от 9 мая 1945 года.
- Почётное наименование «Житомирский» — в ознаменование одержанной победы и отличие в боях за освобождение Житомира. Приказ Верховного Главнокомандующего от 1 января 1944 года.
- Почётное наименование «Берлинский» — в ознаменование одержанной победы и отличие в боях за овладение Берлином. Приказ Верховного Главнокомандующего № 0109 4 июня 1945 года.

## Командование
Учебные стрельбы полка на полигоне Кадамовский 29 августа 2017 года

### Командование бригады
Командиры бригады
- полковник Рябов П. И. (март-июнь 1942 года);
- майор Доропей С. К.[10] (июнь 1942 года — сентябрь 1944 года);
- майор, с 26.02.45 подполковник Дементьев А. А. (сентябрь 1944 года — март 1945 года);
- март 1945 года — апрель 1945 года гвардии полковник Маряхин, Сергей Степанович (с генерал армии)
- гвардии полковник Хмылов, Калина Трофимович. (апрель 1945 года — май 1945 года),
- полковник Тимченко Г. А. (с мая 1945 года).

Заместители по политчасти
- 27.02.1942 — 15.08.1942 полковой комиссар Моськин Айзик Менделевич
- 03.09.1942 — 16.06.1943 ст. батальонный комиссар Занин Михаил Николаевич

Заместители командира бригады
- январь 1945—1945 гвардии полковник Бредихин, Николай Фёдорович, Герой Советского Союза

Начальники штаба
- 15.5 — 3.8.1942 майор Фирко[10]
- с августа 1944 года майор Яковлев[10]
- апр. 1945 — май 1945 гвардии майор Сергей Кузнецов

### Командование полка
С 1957 по 1961 год полком командовал Герой Советского Союза полковник Бредихин.
Командиры полка:
- до 1961: гвардии полковник Сергеев
- гвардии полковник Сабанин Василий Матвеевич
- гвардии полковник Прошунин П. П.
- до сент. 1980: гвардии подполковник Сковородко Владимир Иванович
- сент. 1980 — май 1983: гвардии подполковник Жеребцов, Вячеслав Владимирович
- май 1983 — сент. 1984: гвардии подполковник Руднев, Анатолий Васильевич (род. 5.4.1947), ныне полковник
- сент. 1984—1985: гвардии подполковник Тимашев, Геннадий Александрович (22.9.1946—11.5.2012), ныне генерал-майор, начальник Казанского ВТККУ
- 1985—1988: гвардии подполковник Болобан Николай Фомич.
- 1988—1994: гвардии подполковник, с лета 1991 года гвардии полковник Лемешенко Александр Григорьевич
- апр. 1994 — сент. 1997: гвардии подполковник Олефиров Сергей Иванович
- декабрь 2016 — август 2020: гвардии полковник Хайруллин Руслан Дамирович
- август 2020 — февраль 2022: гвардии подполковник Козионов Дмитрий Николаевич
- февраль 2022 — Март 2022: гвардии подполковник Букаткин Владимир Сергеевич (погиб в результате артиллерийского удара в Мариуполе)[11]

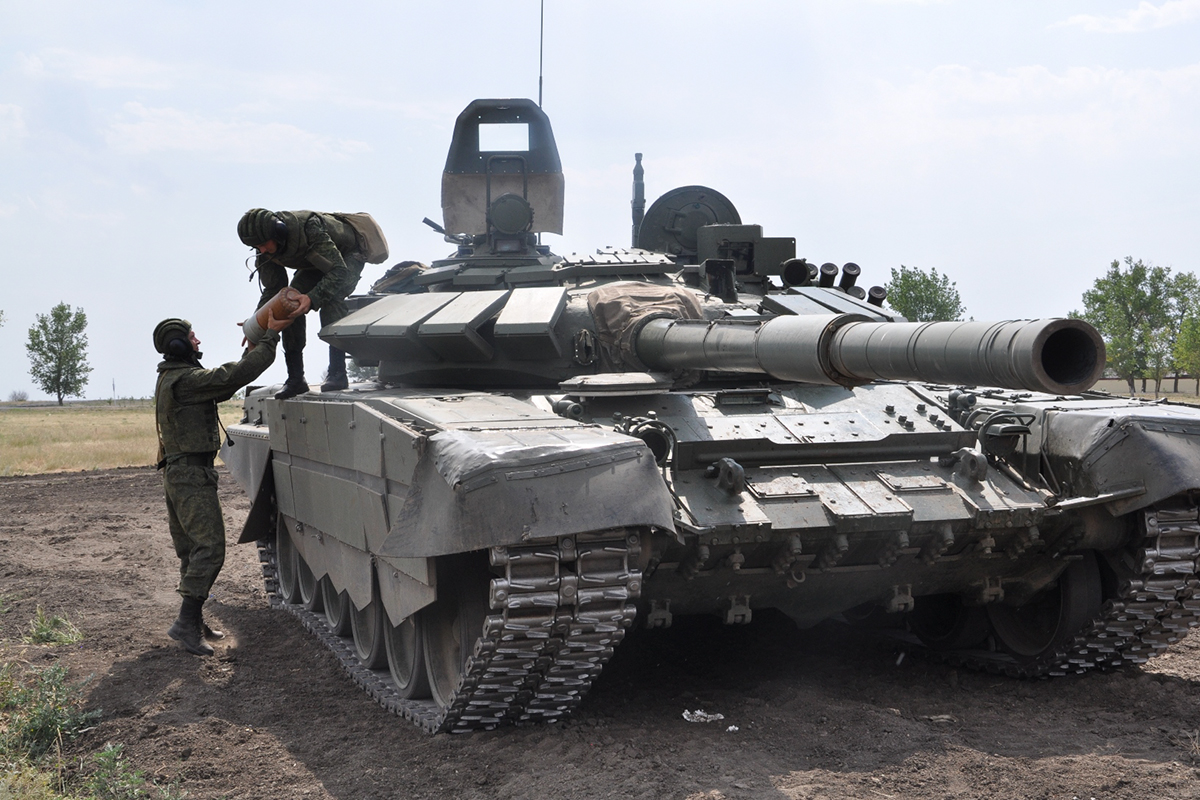
Т-72Б3 обр. 2016 68-го гвардейского танкового полка на полигоне Кадамовский. 11 июля 2018 года.

Заместители командира полка по политчасти
- майор Мудрагелов
- до 1980: капитан Зибарев
- 1980—1985: гвардии подполковник Шамборский Анатолий Николаевич
- 1986—1987: гвардии подполковник Стойко Николай Николаевич
- 1987—1988: гвардии подполковник Головач Владимир Евгеньевич
- 1989—1993: гвардии подполковник Лычак П. В.[12]

Заместители командира полка
- до 1979: майор Подустов, Виктор Иванович
- 1979—1980: майор Жеребцов В. В.
- 1980—1983: майор Лисовой
- 1983—1985: майор Болобан Николай Фомич
- 1985 −1988: гвардии подполковник Ермак

Начальники штаба полка
- сент. 1975 — сент. 1979: гвардии майор Аринахин, Александр Фёдорович, ныне генерал-лейтенант[13]
- сент. 1979 — апр. 1983: гвардии майор Руднев, Анатолий Васильевич[14]
- 1983—1988: гвардии подполковник Шаповалов Юрий Васильевич[15]
- 1988—1989: гвардии подполковник Сергеев
- 1989—1992: гвардии подполковник Дояренко Александр

Заместители командира по технической части(вооружению)
- до 1981: подполковник Багаев
- 1981—1986: подполковник Бобровский

Заместители командира по тылу
- подполковник Савчук
- подполковник Авраменко Станислав Яковлевич
- майор Кузнецов

## Отличившиеся воины

### Герои Советского Союза
- Исаков, Александр Варфоломеевич гвардии сержант наводчик танкового орудия, механик-водитель
- Качалин, Илья Иванович
- Колесник, Пётр Иванович
- Кузьмин, Николай Михайлович
- Медведь, Иван Федосеевич капитан командир танкового батальона 93-й ОТБр
- Наборский, Иван Савельевич
- Скрытников, Константин Александрович
- Уткин, Евгений Дмитриевич младший лейтенант командир тр 93 ОТБр
- Бредихин, Николай Фёдорович, командир танкового полка до 1961 года

### Знаменитые однополчане
- Байда, Кирилл Иванович, командир Т-34 «Фронтовая подруга»[16]
- Генерал армии Маряхин, Сергей Степанович (1911—1972).
- Генерал-полковник Жеребцов, Вячеслав Владимирович
- Орлов, Григорий Кириллович Герой Социалистического Труда (1971), младший сержант
- генерал-майор Тимашов, Геннадий Александрович (1947—11.5.2012), начальник Казанского ВТККУ[17]

## Галерея

Учебный процесс военнослужащих 68-го гвардейского танкового полка в Ростовской области. 5 сентября 2019 года.
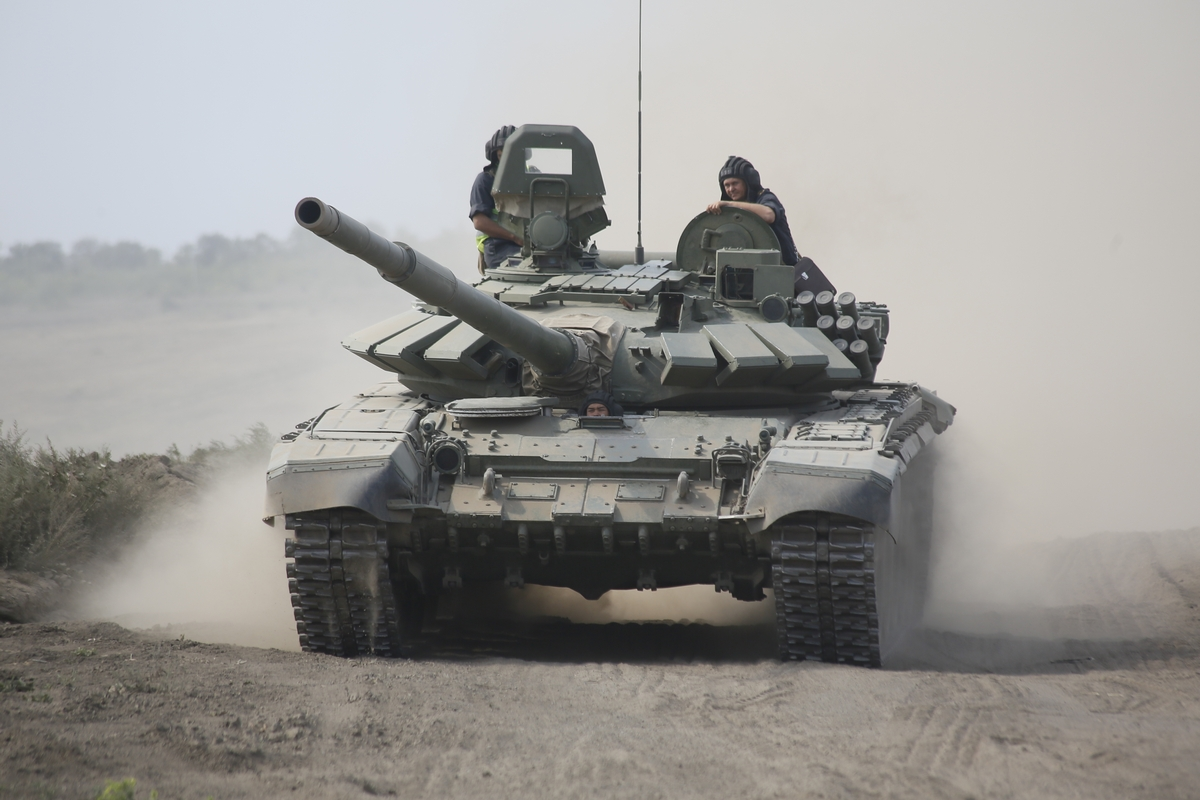
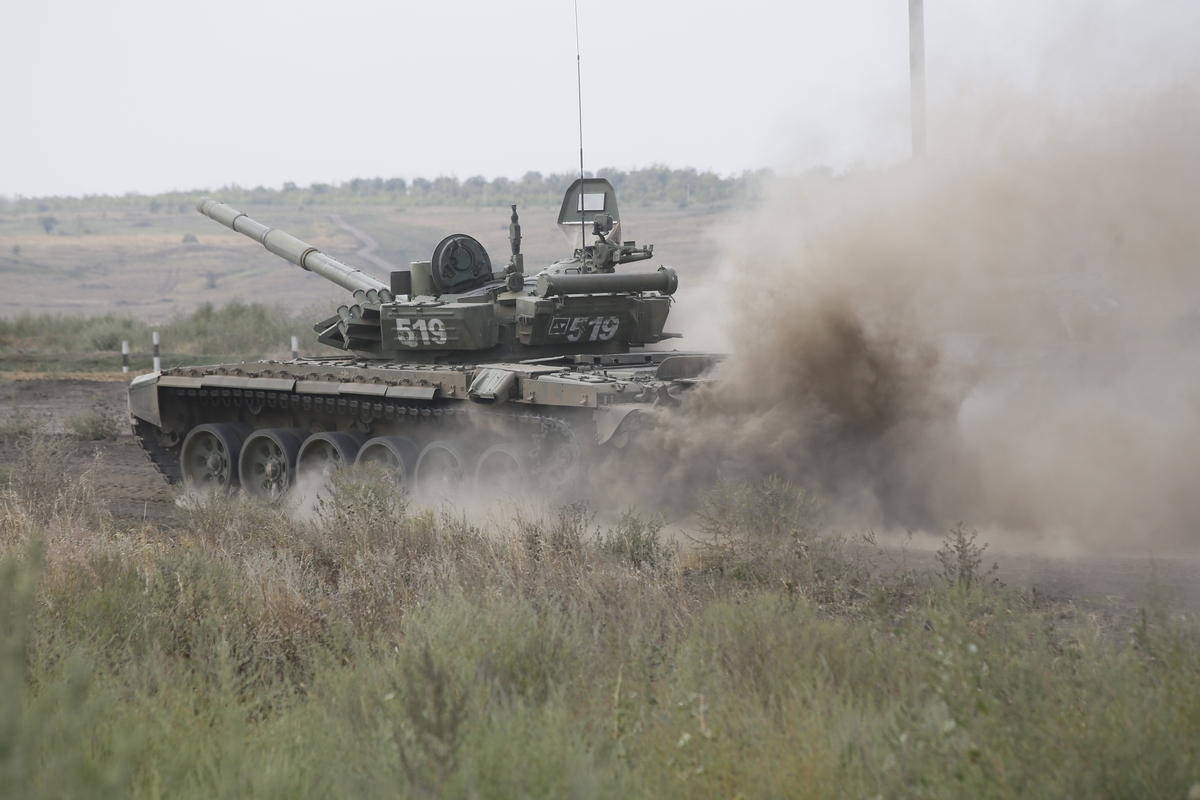
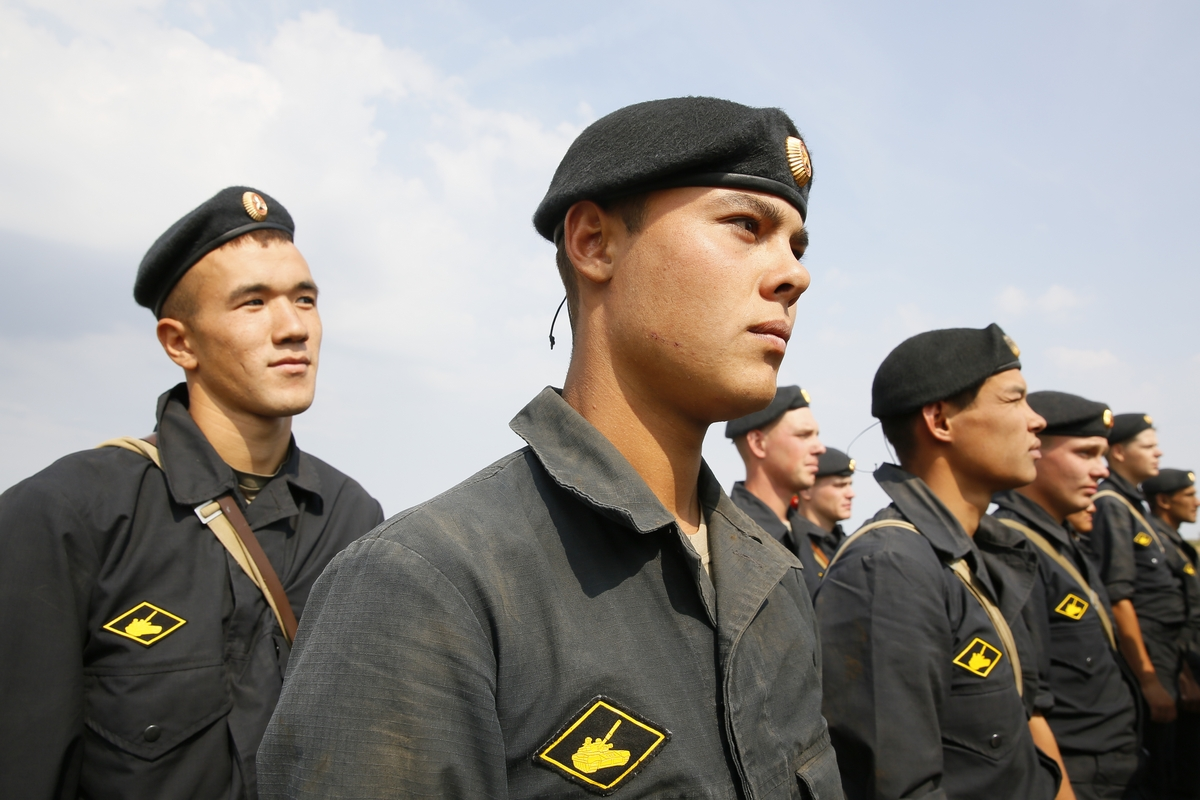
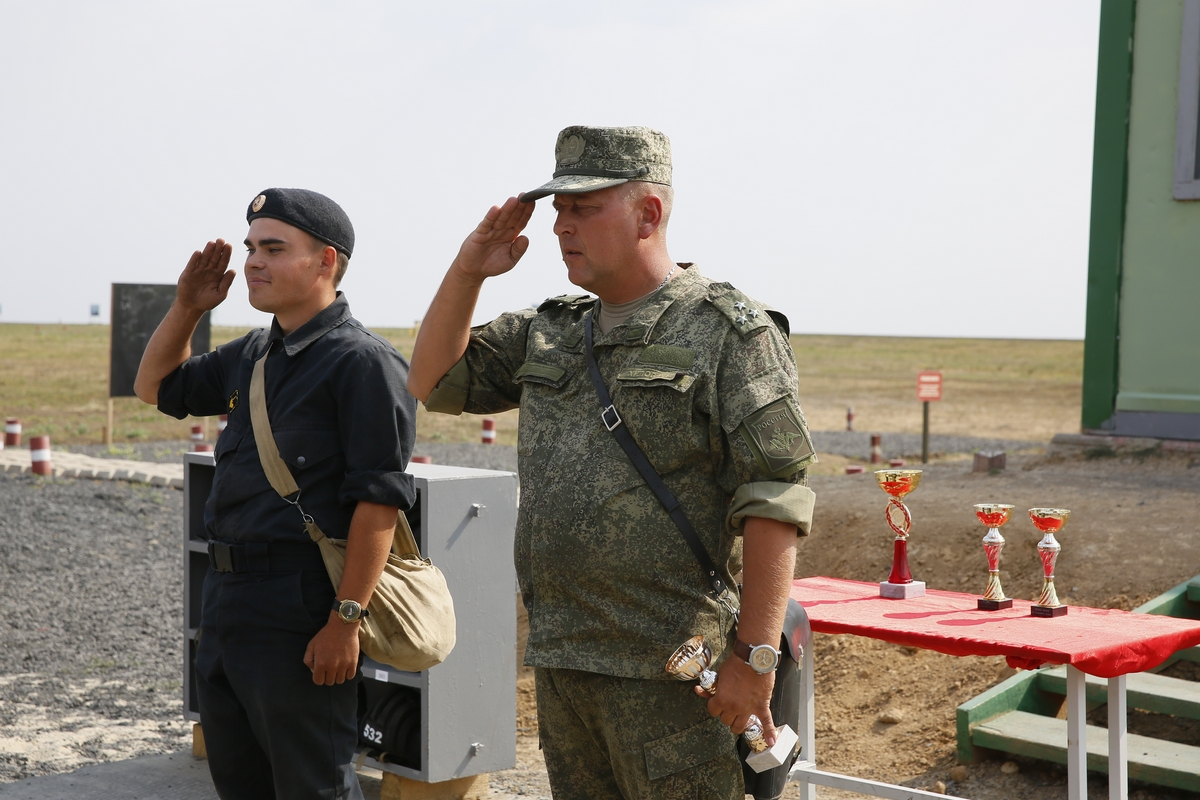
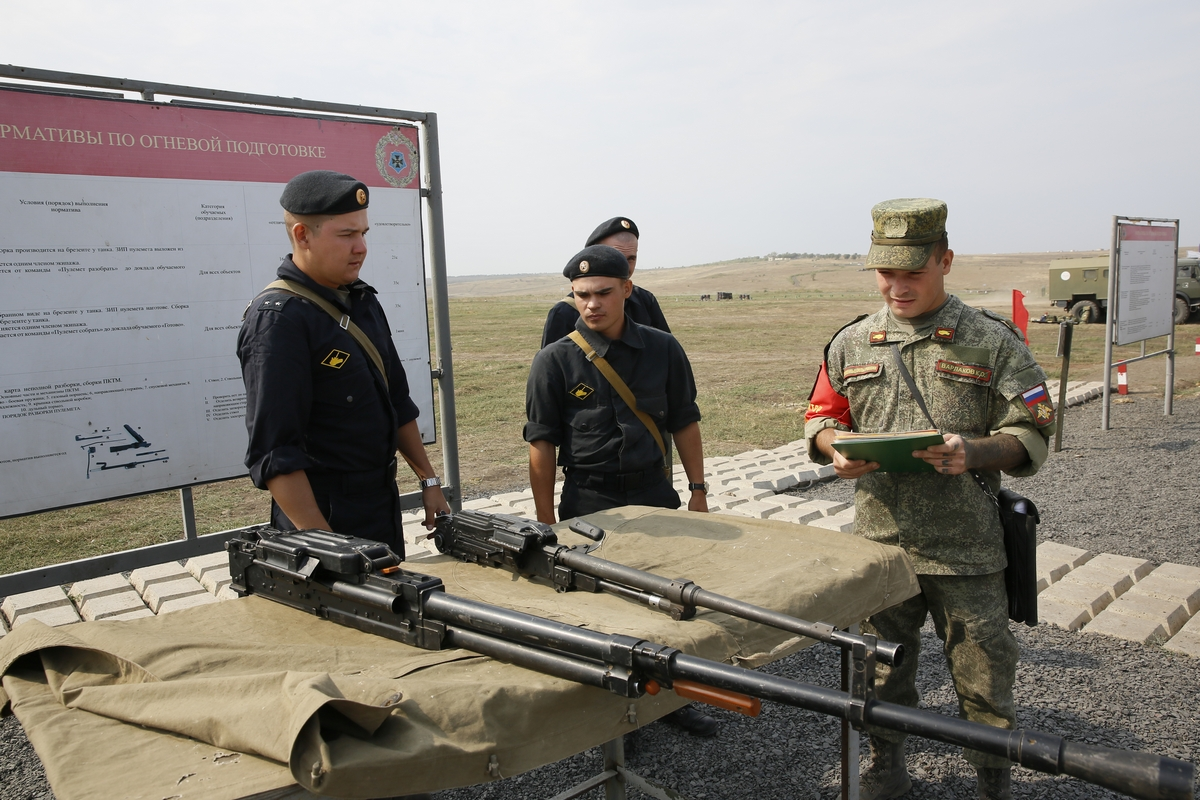
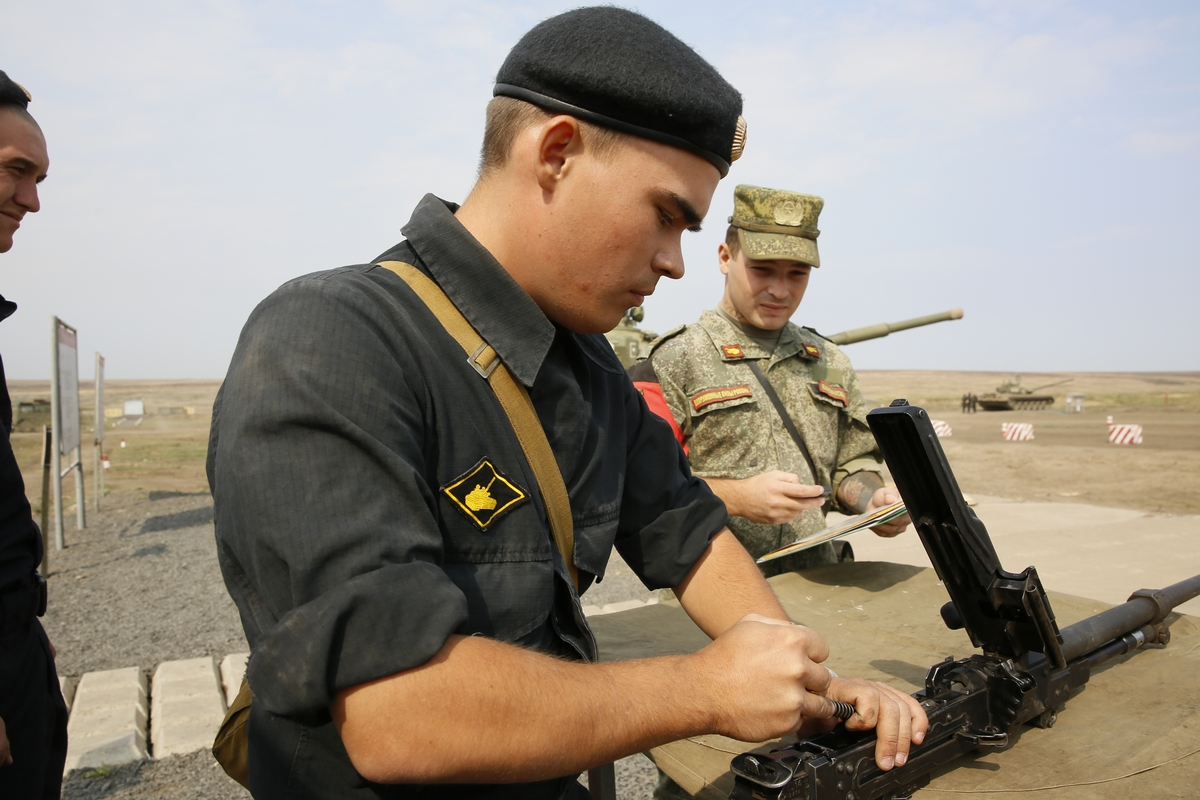
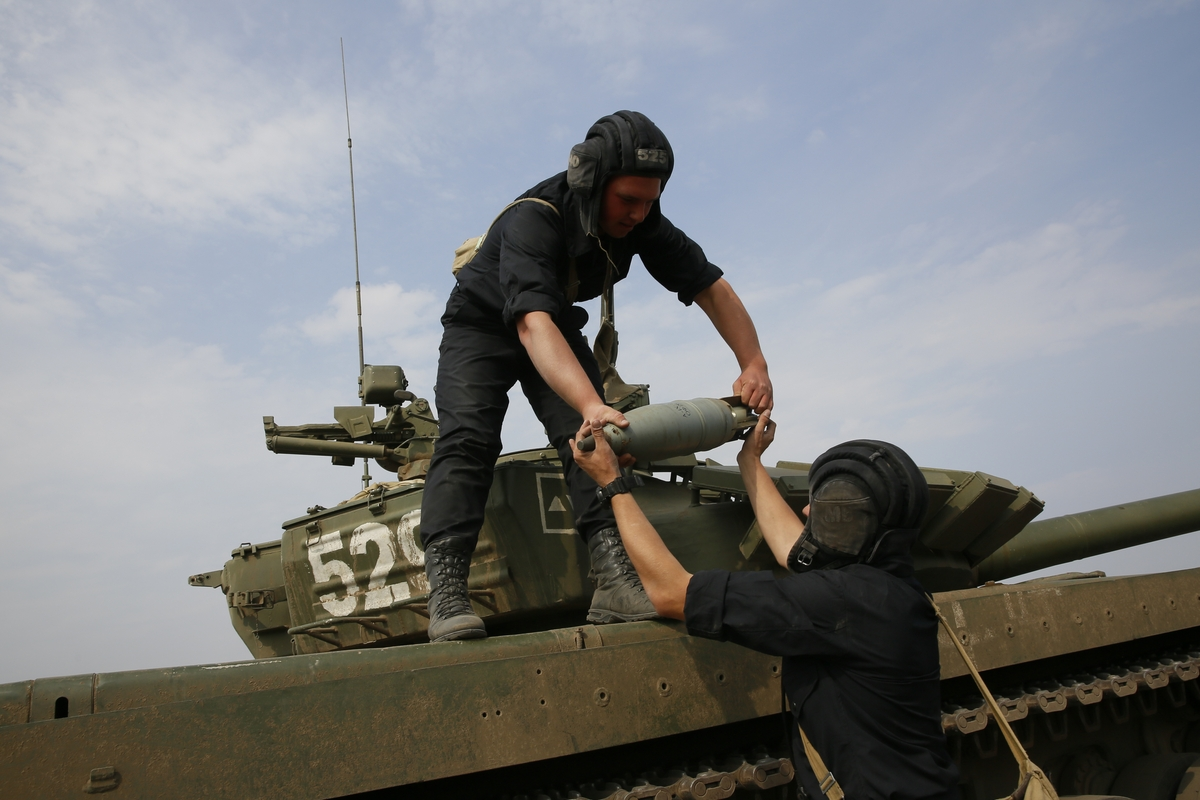
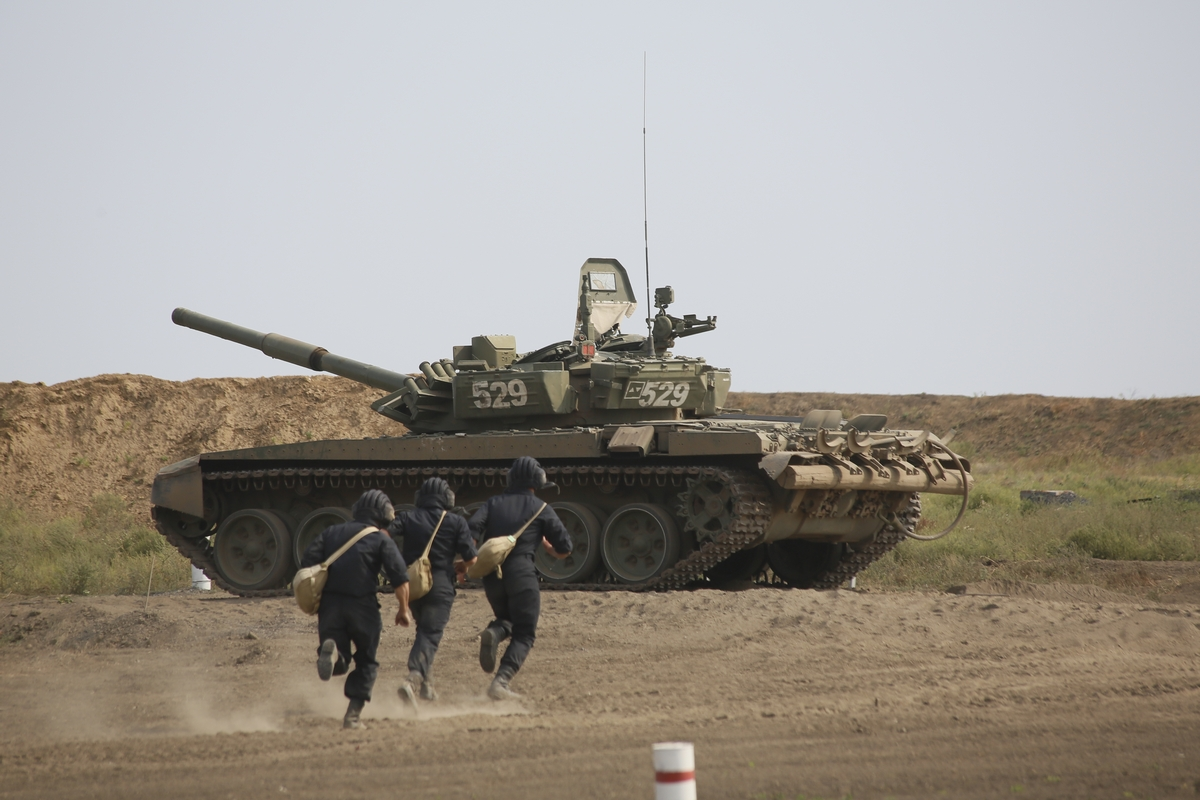
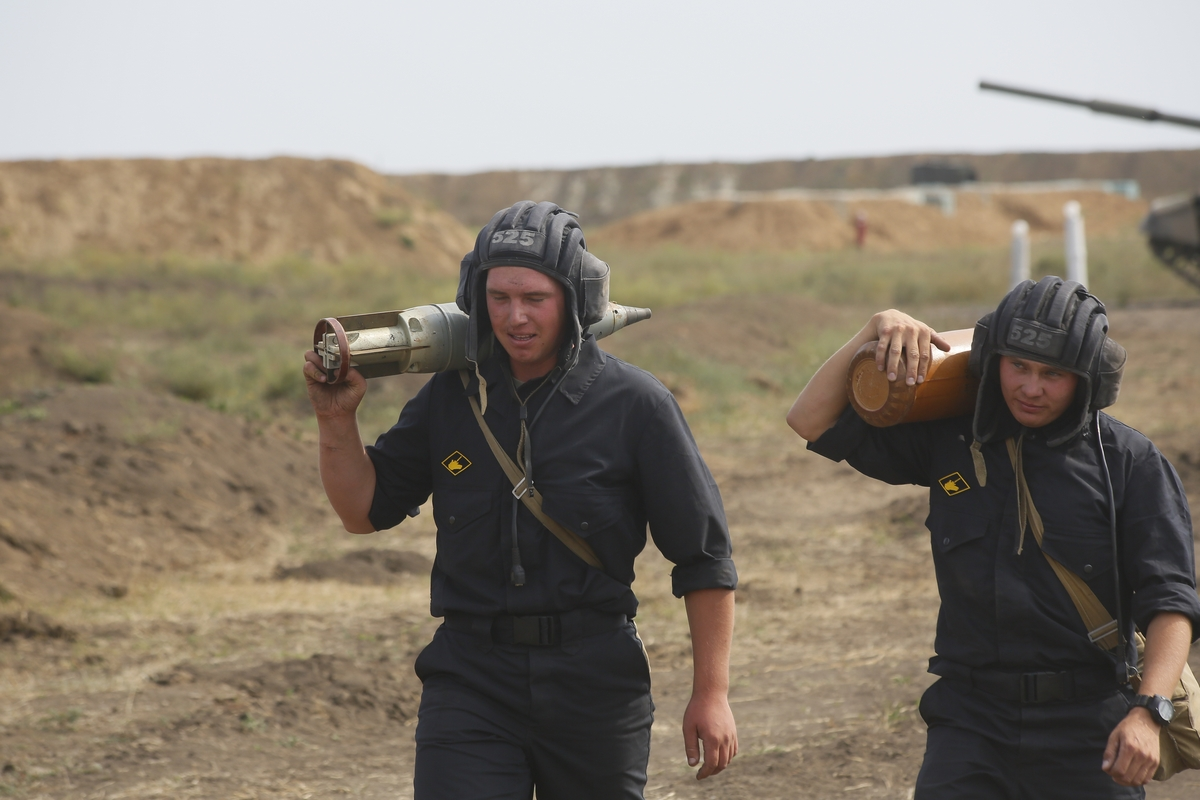
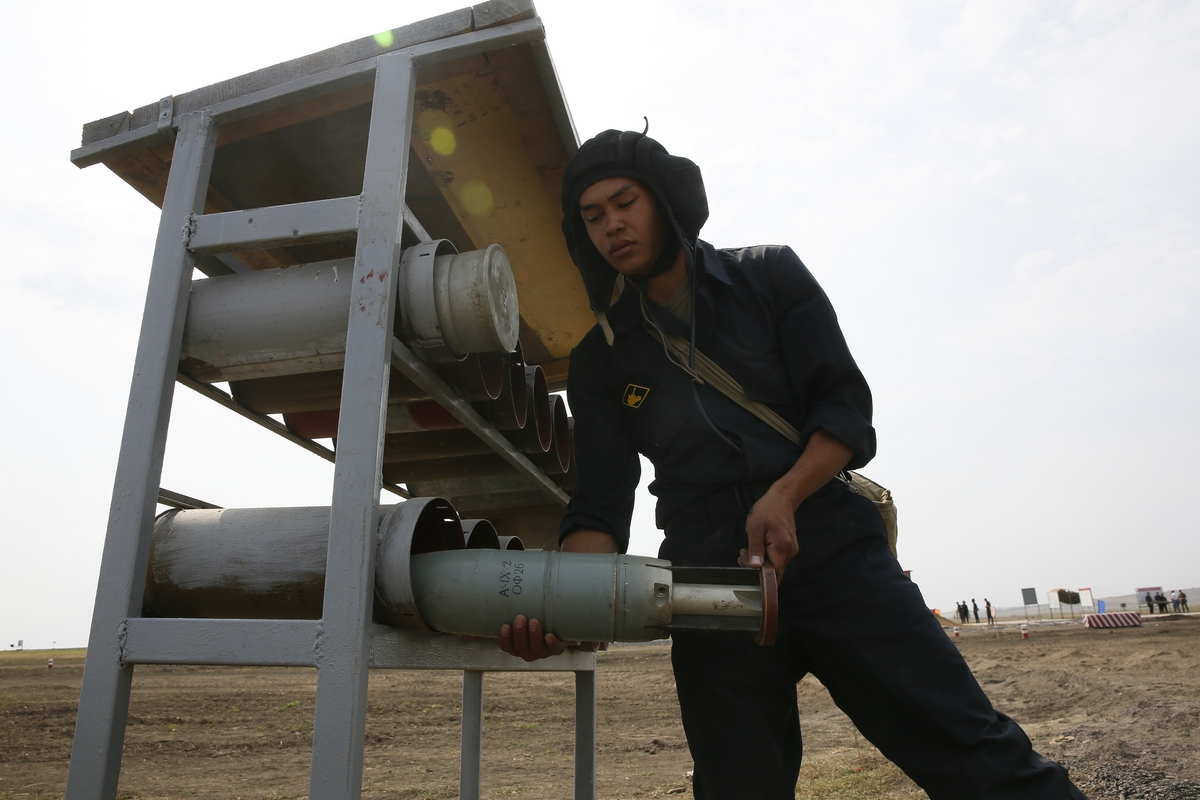
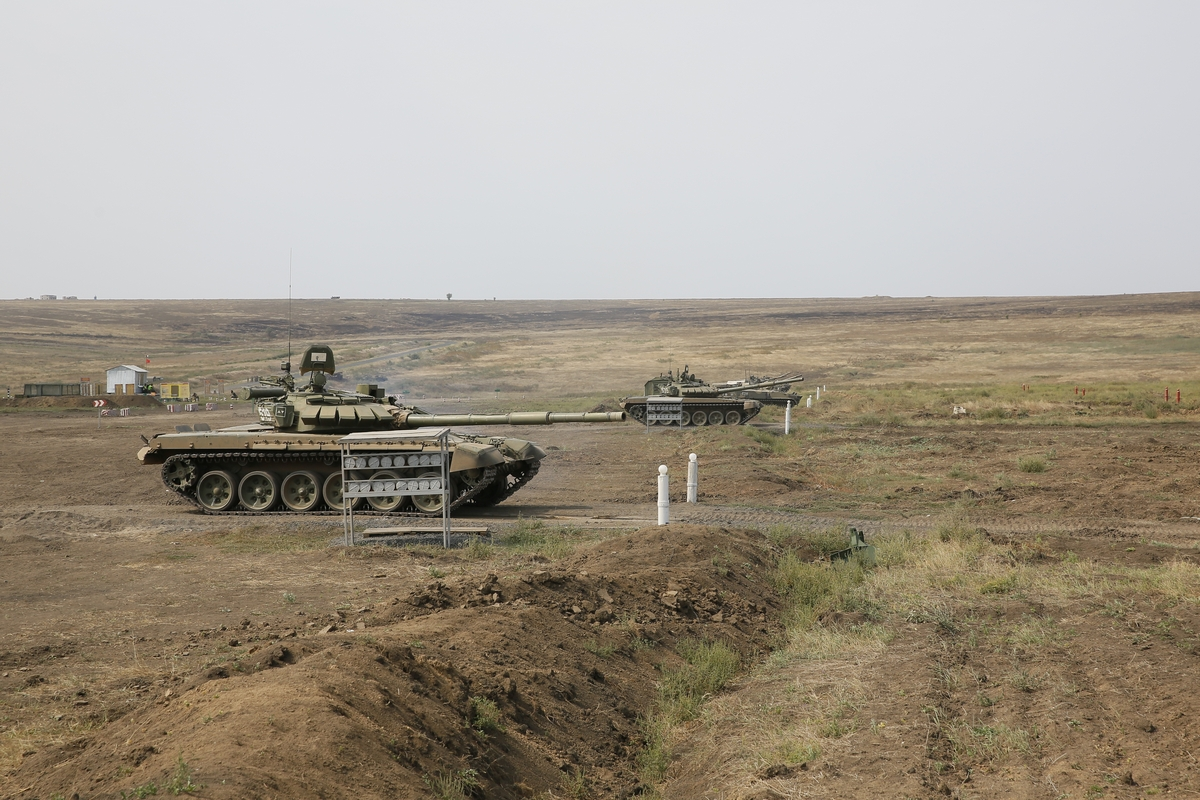
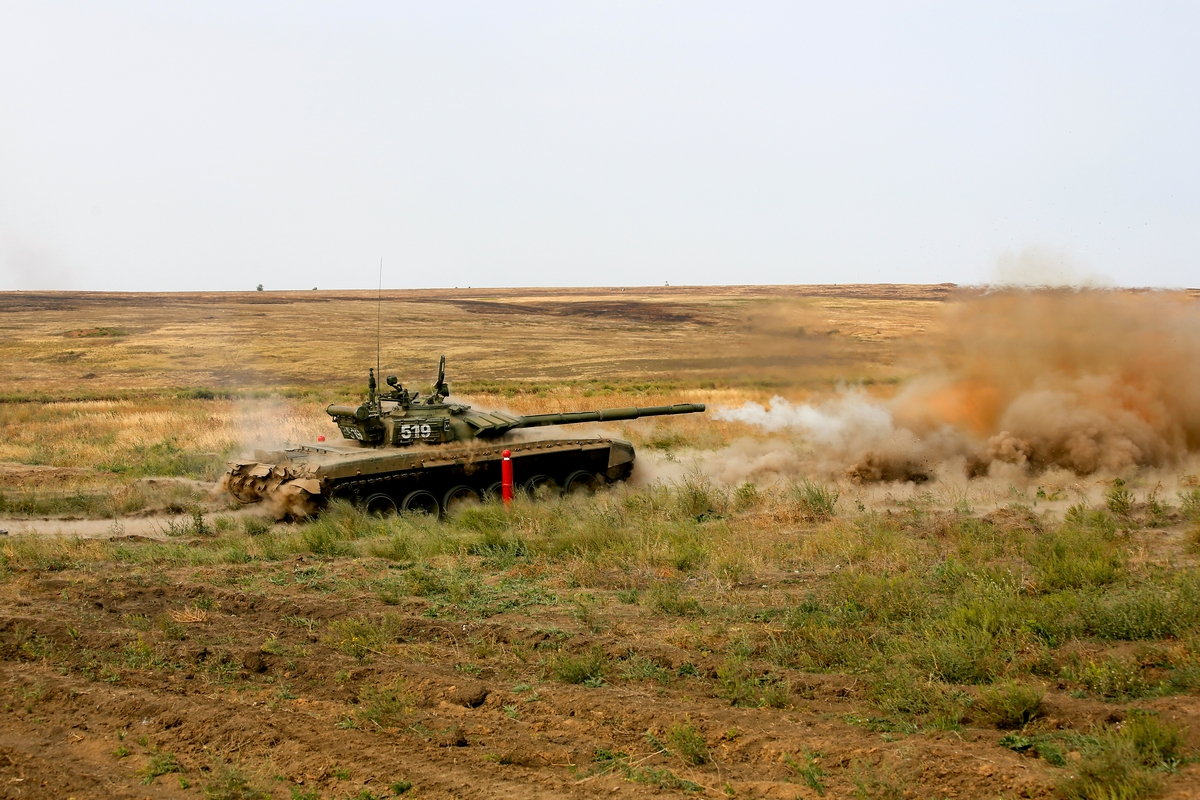
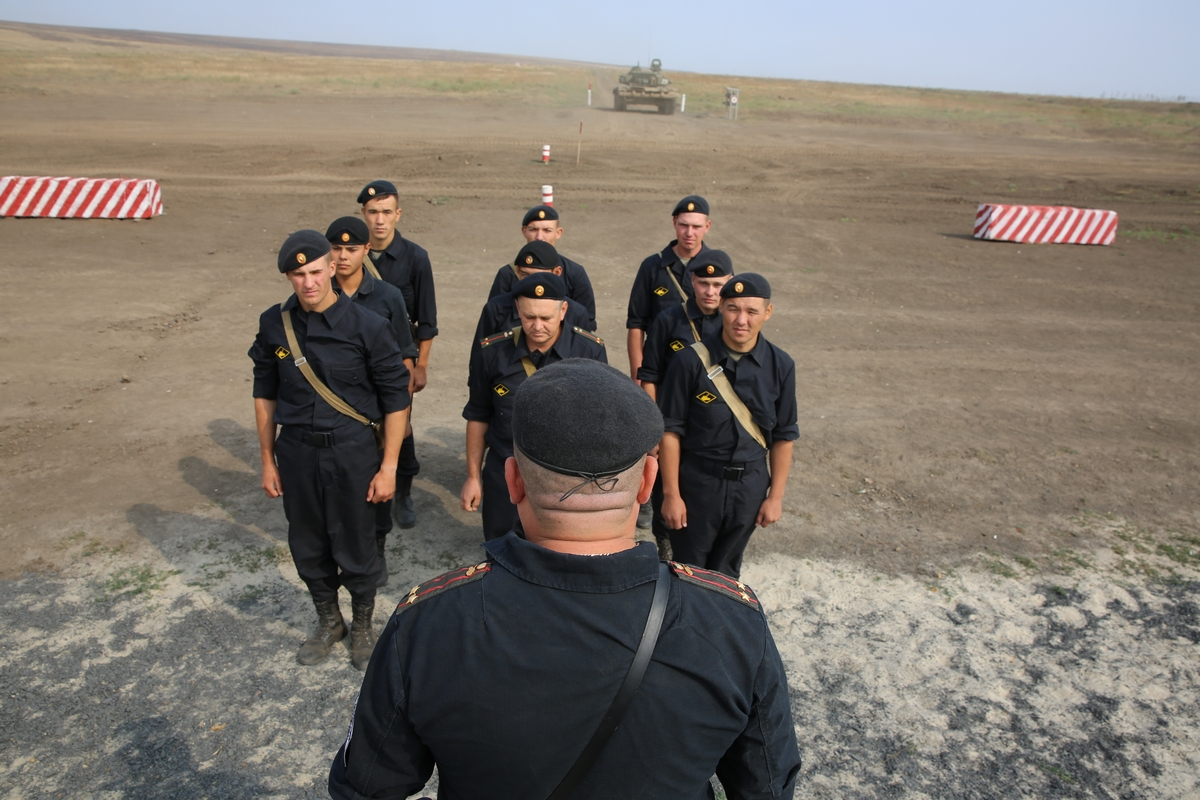